# Richelle Ryan
Richelle Ryan (Rochester, Nueva York; 11 de julio de 1985) es una actriz pornográfica y modelo erótica estadounidense.

## Biografía
Richelle Ryan, nombre artístico de Angela Hoad, nació y se crio en el estado de Nueva York, en el seno de una familia de ascendencia inglesa. Acudió a una escuela privada católica regentada por monjas. Mientras vivía en Richmond (Virginia), trabajó como estríper en el Club Paper Moon, donde obtuvo los ingresos que necesitaba para realizarse una operación de aumento de pechos. Tras ello, le llegaron más ofertas como modelo erótica, mudándose a Los Ángeles para iniciar su carrera en el modelaje.
Fue en California donde le llegaron ofertas para realizar algunas escenas pornográficas. Lo que le llevó a debutar como actriz el 11 de julio de 2006, el día de su 21 cumpleaños. Como actriz, ha trabajado para Pure Play Media, Naughty America, New Sensations, Vivid, Evil Angel, Bangbros, Brazzers, 3rd Degree, Hustler, Girlfriends Films, Reality Kings o Kink.com.
En 2016 destacó por la película Prince the Punisher, que le llevó a ser nominada ese año en los Premios AVN en la categoría de Mejor escena de sexo en grupo y en los Premios XBIZ a la Mejor escena de sexo en película gonzo.
Ha aparecido en más de 720 películas como actriz.
Algunas películas de su filmografía son Amazing Asses 13, Big Bouncing Boobies, Curvy Cuties 3, Gazongas, Head Cases, Learning To Please, Mature Sluts 2, Naked Housewives, Porn Fidelity 9, Supertits o Tight.

## Premios y nominaciones
| Año  | Ceremonia             | Resultado | Premio                                 | Trabajo             |
| ---- | --------------------- | --------- | -------------------------------------- | ------------------- |
| 2013 | Exotic Dancer Awards  | Ganadora  | Feature Entertainer of the Year        | —                   |
| 2014 | The Fannys            | Nominada  | Most Underrated Star                   | —                   |
| 2014 | Nightmoves            | Ganadora  | Best Adult Film Star Feature Dancer    | —                   |
| 2014 | Nightmoves Fan Awards | Nominada  | Best Adult Film Star Feature Dancer    | —                   |
| 2015 | Nightmoves            | Ganadora  | Best Adult Film Star Feature Dancer    | —                   |
| 2015 | Nightmoves Fan Awards | Nominada  | Best Adult Film Star Feature Dancer    | —                   |
| 2016 | Premios AVN           | Nominada  | Mejor escena de sexo en grupo          | Prince the Punisher |
| 2016 | Premios AVN           | Nominada  | Premio fan: Culo más épico             | —                   |
| 2016 | Premios XBIZ          | Nominada  | Mejor escena de sexo en película gonzo | Prince the Punisher |
| 2017 | Premios AVN           | Nominada  | Premio fan: Culo más épico             | —                   |
| 2018 | Premios Urban X       | Ganadora  | Artista MILF del año                   | —                   |
| 2019 | Premios AVN           | Nominada  | Artista MILF/Cougar del año            | —                   |
| 2019 | Spank Bank Awards     | Nominada  | Magnificent MILF of the Year           | —                   |
| 2019 | Premios XBIZ          | Nominada  | Artista MILF del año                   | —                   |
| 2020 | Premios AVN           | Nominada  | Artista MILF/Cougar del año            | —                   |
| 2020 | Premios XBIZ          | Nominada  | Artista MILF del año                   | —                   |
| 2023 | Premios XBIZ          | Nominada  | Artista MILF del año                   | —                   |
| 2025 | Premios XMA           | Nominada  | Artista MILF del año                   | —                   |